# Gosling Green
Gosling Green – przysiółek w Anglii, w hrabstwie Suffolk, w dystrykcie Babergh, w civil parish Groton. Znajduje się 19,6 km od Ipswich.